# Bolesław Kałuża
Bolesław Kałuża (ur. 18 grudnia 1935 w Katowicach, zm. 15 września 2005 we Wrocławiu) – kapłan Kościoła rzymskokatolickiego, w latach 1969–1975 dziekan dekanatu ząbkowickiego i proboszcz parafii św. Anny w Ząbkowicach Śląskich, a od 1975 aż do śmierci proboszcz parafii św. Anny w Grodziszczu, a także wykładowca Historii Zbawienia i Wstępu szczegółowego do Starego Testamentu oraz Egzegezy Starego Testamentu w Metropolitalnym Wyższym Seminarium Duchownym i na Papieskim Wydziale Teologicznym we Wrocławiu. W 1989 był organizatorem i uczestnikiem polsko-niemieckiej Mszy Pojednania na dziedzińcu dawnego pałacu von Moltków w Krzyżowej.